# Список полных кавалеров ордена Славы (Беларусь)
Орден Славы — военный орден СССР, учреждён Указом Президиума Верховного Совета СССР от 8 ноября 1943 года. Награждались лица рядового и сержантского состава Красной Армии, а в авиации и лица, имеющие звание младшего лейтенанта. Вручался только за личные заслуги.
В настоящем списке представлены в алфавитном порядке полные кавалеры ордена Славы, уроженцы Белоруссии. В списке отражена информация о дате присвоения ордена, его номере, роде войск, годах жизни — дате рождения по старому (где требуется) и новому стилю и дате смерти, указаны места рождения согласно современному административному делению Белоруссии.
В список не были включены Валентин Фёдорович Мишин и Емельян Тихонович Широковских, сведения о месте рождения которых противоречивы. По данным современных белорусских историков они считаются уроженцами Беларуси.
Первым среди уроженцев Белоруссии орден Славы 3-й степени получил 29 ноября 1943 года стрелок Мотуз Владимир Иванович.
Первыми полными кавалерами ордена стали 24 марта 1945 года следующие солдаты:
- стрелок Андриенко Александр Егорович;
- сапёр Богорад Григорий Абрамович;
- миномётчик Бородавка Павел Григорьевич;
- сапёр Семёнов Алексей Фадеевич;
- разведчик Струк Михаил Семёнович;
- стрелок Ткачёв Иван Леонтьевич.

Далидович Александр Ильич стал одним из 22 награждённых, которым вручено 4 ордена Славы.
71 белорус и уроженец Белоруссии, были награждены орденом Славы 1-й степени.
 Серым цветом в таблице выделены люди, погибшие или пропавшие без вести во время Великой Отечественной войны. 

## Список награждённых
| № п/п | Фото | Фамилия Имя Отчество                  | Дата Указа и номер ордена | Дата Указа и номер ордена | Дата Указа и номер ордена | Род войск            | Годы жизни                                                   | Место рождения                                              | Страница на сайте «Герои страны» |
| № п/п | Фото | Фамилия Имя Отчество                  | 3 степень                 | 2 степень                 | 1 степень                 | Род войск            | Годы жизни                                                   | Место рождения                                              | Страница на сайте «Герои страны» |
| ----- | ---- | ------------------------------------- | ------------------------- | ------------------------- | ------------------------- | -------------------- | ------------------------------------------------------------ | ----------------------------------------------------------- | -------------------------------- |
| 1     |      | Абраменко Дмитрий Кузьмич             | 27.09.1944 № 463961       | 26.11.1944 №7538          | 19.04.1945 №176           | Артиллерия           | 9 (22) июля 1910 года — 28 января 1981 года                  | д. Филипково Витебский район Витебской области              | 10085                            |
| 2     |      | Андриенко Александр Егорович          | 28.06.1944 №99923         | 30.09.1944 н/д            | 24.03.1945 №587           | Пехота               | 7 января 1923 года — 15 марта 1983 года                      | д. Радеево Буда-Кошелёвский район Гомельской области        | 7666                             |
| 3     |      | Асмыкович Николай Захарович           | 1.02.1944 н/д             | 14.03.1945 №11853         | 31.05.1945 №1629          | Артиллерия           | 7 (20) апреля 1916 года — 14 декабря 1976 года               | д. Красная Слобода Октябрьский район Гомельской области     | 9075                             |
| 4     |      | Белоусов Андрей Минович               | 25.02.1945 №377592        | 09.04.1945 №16086         | 16.05.1946 №1692          | Инженерные войска    | 19 сентября (2 октября) 1906 года — 18 ноября 1976 года      | д. Ходосовичи Рогачёвский район Гомельской области          | 7662                             |
| 5     |      | Беляев Николай Григорьевич            | 31.10.1944 №240309        | 31.03.1945 №30095         | 15.05.1946 №2659          | Артиллерия           | 5 июня 1925 года — 22 апреля 1997 года                       | д. Круглица Быховский район Могилёвской области             | 10601                            |
| 6     |      | Бибик Фёдор Терентьевич               | 20.07.1944 н/д            | 19.10.1944 н/д            | 15.05.1946 н/д            | Инженерные войска    | 18 (31) марта 1910 года — 2 мая 1945 года                    | д. Первомайская Мозырский район Гомельской области          | 9076                             |
| 7     |      | Богорад Григорий Абрамович            | 27.02.1944 №2628          | 18.09.1944 №9016          | 24.03.1945 №17            | Инженерные войска    | 18 (20) июля 1914 года — 9 ноября 1996 года                  | г. Витебск                                                  | 6668                             |
| 8     |      | Бондарчук Пётр Фёдорович              | 22.02.1945 н/д            | 19.08.1955 н/д            | 19.08.1955 №2359          | Пехота               | 6 (19) февраля 1911 года — 15 сентября 1986 года             | д. Заборовцы Пинский район Брестской области                | 6718                             |
| 9     |      | Бородавка Павел Григорьевич           | 19.07.1944 №127836        | 27.10.1944 №9973          | 24.03.1945 №144           | Артиллерия           | 6 (23) января 1908 года — 19 июня 1968 года                  | д. Осташово Чашникский район Витебской области              | 10086                            |
| 10    |      | Васильев Александр Карпович           | 19.02.1945 №356500        | 9.04.1945 №16087          | 15.05.1946 №1307          |                      | 25 мая (7 июня) 1904 года — 23 апреля 1956 года              | г. Пинск Брестской области                                  | 9512                             |
| 11    |      | Ветошкин Виктор Дмитриевич            | 14.02.1945 №338258        | 26.04.1945 №15456         | 15.05.1946 №2923          |                      | 10 мая 1925 года — 27 июня 2015 года                         | д. Новая Мильча Гомельский район Гомельской области         | 4527                             |
| 12    |      | Войтов Дмитрий Фёдорович              | 4.04.1944 н/д             | 31.07.1944 н/д            | 13.09.1996 н/д            |                      | 22 марта 1922 года — 20 марта 2002 года                      | д. Старина Мстиславский район Могилёвской области           | 10603                            |
| 13    |      | Гупинец Филипп Алексеевич             | 4.02.1945 №261527         | 12.04.1945 №18473         | 15.05.1946 №909           |                      | 5 (18) октября 1910 года — 16 сентября 1981 года             | д. Волчин Каменецкий район Брестской области                | 6646                             |
| 14    |      | Гутник Василий Васильевич             | 7.09.1944 н/д             | 10.11.1944 №8184          | 28.12.1963 №2618          | Артиллерия           | 10 декабря 1921 года — 5 августа 1994 года                   | д. Каменск Костюковичский район Могилёвской области         | 6026                             |
| 15    |      | Далидович Александр Ильич             | 06.07.1944 №73121 №637485 | 17.04.1945 №13858         | 29.06.1945 №991           | Пехота               | 20 июля (2 августа) 1914 года — 29 апреля 1952 года          | д. Ямное Быховский район Могилёвской области                | 9408                             |
| 16    |      | Дорощенко (Дорошенко) Иван Васильевич | 2.07.1944 №243541         | 12.04.1945 №14439         | 27.06.1945 №2196          | Пехота               | 5 мая 1922 года — 28 августа 2002 года                       | д. Дубровка Городокский район Витебской области             | 10087                            |
| 17    |      | Жулега Григорий Прохорович            | 18.06.1944 №49821         | 24.11.1944 №3790          | 29.06.1945 №1084          | Пехота               | 1 января 1921 года — 22 июня 1973 года                       | д. Старая Дуброва Октябрьский район Гомельской области      | 8027                             |
| 18    |      | Зайцев Иван Григорьевич               | 5.10.1944 №174558         | 13.02.1945 №11691         | 15.05.1946 №449           | Пехота               | 9 (22) октября 1916 года — 15 июля 1952 года                 | д. Малый Хотимск Костюковичский район Могилёвской области   | 6027                             |
| 19    |      | Занько Фёдор Петрович                 | 27.08.1944 №125179        | 6.11.1944 №2838           | 19.04.1945 №1424          | авиация              | 19 июля 1921 года — 9 мая 1979 года                          | д. Заньки Лепельский район Витебской области                | 10089                            |
| 20    |      | Зосик Анатолий Ильич                  | 21.08.1944 №338007        | 13.04.1945 №33669         | 06.04.1945 №2882          | Пехота               | 15 ноября 1924 года — 14 мая 2003 года                       | д. Турка Дрогичинский район Брестской области               | 6787                             |
| 21    |      | Ивутенко Николай Иванович             | 13.02.1944 №30517         | 27.04.1945 н/д            | 15.05.1946 н/д            | Артиллерия           | 19 мая 1921 года — 27 апреля 1945 года                       | д. Утро Чаусский район Могилёвской области                  | 10202                            |
| 22    |      | Касинцев Аркадий Кузьмич              | 18.01.1944 №463920        | 22.03.1945 №14246         | 29.06.1945 №1481          | Пехота               | 3 января 1923 года — 31 августа 1991 года                    | г. Сенно Сенненский район Витебской области                 | 10705                            |
| 23    |      | Клецко Афанасий Васильевич            | 28.09.1944 №553628        | 29.03.1945 №22563         | 15.05.1946 №71            | Инженерные войска    | 18 (31) января 1911 года — 8 июля 2001 года                  | д. Кулешовка Климовичский район Могилёвской области         | 10602                            |
| 24    |      | Клопов Анисим (Анис) Андреевич        | 30.01.1945 №182961        | 24.03.1945 №4404          | 29.06.1945 №163           | Инженерные войска    | 1 (14) мая 1914 года — 4 февраля 1995 года                   | д. Новоселье Ушачский район Витебской области               | 9344                             |
| 25    |      | Когутенко Александр Гаврилович        | 10.08.1944 №173444        | 24.03.1945 №25364         | 29.06.1945 №1155          | Пехота               | 11 февраля 1924 года — 12 марта 2020 года                    | д. Церковище Шкловский район Могилёвской области            | 9493                             |
| 26    |      | Корниенко Владимир Яковлевич          | 1.03.1944 №68999          | 20.11.1944 №39825         | 13.05.1944 №2921          | Пехота               | 15 июля 1924 года — 10 мая 1996 года                         | д. Губенщина Кричевский район Могилёвской области           | 8568                             |
| 27    |      | Король Григорий Яковлевич             | 28.01.1944 №15016         | 29.08.1944 №5863          | 15.05.1946 №842           | Артиллерия           | 20 октября 1922 года — 7 мая 1985 года                       | д. Турок Петриковский район Гомельской области              | 10098                            |
| 28    |      | Косенчук Пётр Яковлевич               | 7.03.1944 н/д             | 30.08.1944 н/д            | 10.04.1945 н/д            | Инженерные войска    | 30 марта (12 апреля) 1902 года — 21 января 1945 года         | д. Павловка Чаусский район Могилёвской области              | 10604                            |
| 29    |      | Кострома Александр Яковлевич          | 29.09.1944 н/д            | 17.02.1945 н/д            | 13.10.1944 №2922          | Пехота               | 14 октября 1921 года — 13 февраля 1993 года                  | д. Володарск Речицкий район Гомельской области              | 10110                            |
| 30    |      | Костюкович Пётр Иванович              | 10.08.1944 №223572        | 13.10.1944 №1075          | 29.06.1945 №1588          | Артиллерия           | 16 августа 1923 года — 11 февраля 1982 года                  | д. Казеки Оршанский район Витебской области                 | 10090                            |
| 31    |      | Кротов Роман Тимофеевич               | 6.05.1944 н/д             | 28.08.1944 н/д            | 26.03.1945 №3183          | Пехота               | 1 января 1923 года — 22 июня 1999 года                       | д. Ректа Славгородский район Могилёвской области            | 10627                            |
| 32    |      | Куприенко Илья Киреевич               | 9.08.1944 н/д             | 13.03.1945 н/д            | 29.06.1945 №1035          | Пехота               | 15 (28) августа 1916 года — 19 марта 1988 года               | д. Соболевка Климовичский район Могилёвской области         | 10630                            |
| 33    |      | Куркевич Карл Станиславович           | 20.02.1945 н/д            | 9.03.1945 н/д             | 15.05.1946 №2816          | Пехота               | 17 октября 1926 года — 19 марта 2002 года                    | г. Мозырь Гомельской области                                | 8028                             |
| 34    |      | Ландыченко Виктор Фёдорович           | 28.08.1944 №388986        | 24.09.1944 №18599         | 10.10.1944 №3767          | Пехота               | 12 февраля 1922 года — 31 марта 1980 года                    | д. Михайлово Лиозненский район Витебской области            | 10091                            |
| 35    |      | Левков Пётр Маркович                  | 13.11.1944 №205857        | 7.03.1945 №8648           | 15.05.1946 №2920          | Артиллерия           | 29 июня (12 июля) 1910 года — 31 марта 1968 года             | д. Александровка-1 Славгородский район Могилёвской области  | 10691                            |
| 36    |      | Лесковский Иосиф Тарасович            | 29.08.1944 №67088         | 25.03.1945 №15107         | 15.05.1946 н/д            | Войска связи         | 1901 год — 23 декабря 1946 года                              | д. Прудок Хотимский район Могилёвской области               | 10595                            |
| 37    |      | Лисневский Виктор Петрович            | 2.02.1944 №56153          | 10.08.1944 №4852          | 15.05.1946 №412           | Пехота               | 26 декабря 1907 года (8 января 1908) — 9 октября 1987 года   | д. Чертёж Жлобинский район Гомельской области               | 9245                             |
| 38    |      | Лупиков Сергей Агафонович             | 21.08.1944 №118173        | 7.03.1945 №10825          | 29.06.1945 №505           | Пехота               | 26 октября 1923 года — 31 марта 1995 года                    | д. Беседовичи Хотимский район Могилёвской области           | 10681                            |
| 39    |      | Маджар Владимир Романович             | 27.01.1945 №273869        | 18.02.1945 №4501          | 27.06.1945 №1078          | Артиллерия           | 26 августа 1921 года — 3 июля 1985 года                      | д. Крюковичи Калинковичский район Гомельской области        | 10112                            |
| 40    |      | Макаренко Иван Романович              | 31.03.1944 №54546         | 3.09.1944 №4307           | 15.05.1946 №172           | Инженерные войска    | 20 мая (2 июня) 1907 года — 16 мая 1971 года                 | д. Гута Ветковский район Гомельской области                 | 10113                            |
| 41    |      | Малевич Александр Иванович            | 20.03.1945 №284986        | 5.04.1945 №30109          | 29.06.1945 №1585          | Пехота               | 15 марта 1920 года — 29 мая 1994 года                        | д. Липск Ляховичский район Брестской области                | 9999                             |
| 42    |      | Маменков Николай Трофимович           | 6.02.1945 №498725         | 12.04.1945 №46629         | 15.05.1946 №1146          | Артиллерия           | 9 (22) мая 1911 года — 30 июля 1991 года                     | д. Благодать Славгородский район Могилёвской области        | 10704                            |
| 43    |      | Марченко Владимир Никитович           | 22.09.1944 №67129         | 29.03.1945 н/д            | 15.05.1946 н/д            | Артиллерия           | 25 июля (7 августа) 1916 года — 17 апреля 1945 года          | д. Губаревичи Хойникский район Гомельской области           | 7667                             |
| 44    |      | Минкин Ефим Львович                   | 30.10.1944 №131659        | 5.02.1945 №8926           | 15.05.1946 №478           | Бронетанковые войска | 22 января 1922 года — 4 октября 2011 года                    | г. Могилёв                                                  | 10203                            |
| 45    |      | Минченков Михей Митрофанович          | 25.08.1944 №161319        | 19.01.1945 №21696         | 21.05.1945 №2658          | Пехота               | 2 (15) января 1913 года — 11 октября 2003 года               | д. Коськово Мстиславский район Могилёвской области          | 10682                            |
| 46    |      | Миткевич Григорий Николаевич          | 5.10.1944 №241755         | 27.03.1945 №15033         | 31.05.1945 №1624          | Пехота               | 6 мая 1923 года — 18 октября 1959 года                       | д. Старые Двораниновичи Кировский район Могилёвской области | 9385                             |
| 47    |      | Михиевич Лев Николаевич               | 18.06.1944 №49526         | 22.02.1945 №11408         | 29.06.1945 №178           | Инженерные войска    | 15 июня 1920 года — 29 апреля 1989 года                      | д. Речки Червенский район Минской области                   | 10257                            |
| 48    |      | Морозов Александр Климентьевич        | 12.08.1944 №704318        | 14.10.1944 №33687         | 21.04.1945 №2360          | Пехота               | 28 декабря 1905 года (10 января 1906) — 9 сентября 1984 года | д. Якубово Россонский район Витебской области               | 10092                            |
| 49    |      | Мотуз Владимир Иванович               | 29.11.1943 №44103         | 27.10.1944 №7208          | 15.05.1946 №1740          | Пехота               | 18 февраля 1924 года — 5 сентября 1996 года                  | д. Белановичи Петриковский район Гомельской области         | 10119                            |
| 50    |      | Нагорный Григорий Фёдорович           | 21.01.1945 №601908        | 26.05.1945 №11839         | 20.04.1945 №2361          | Пехота               | 5 декабря 1925 года — 3 ноября 1963 года                     | д. Прончаки Ляховичский район Брестской области             | 10000                            |
| 51    |      | Околович Иван Ильич                   | 20.07.1944 №601908        | 31.01.1945 №9309          | 29.06.1945 №447           | Пехота               | 15 июня 1922 года — 13 октября 1989 года                     | д. Малые Жаберичи Крупский район Минской области            | 4404                             |
| 52    |      | Омельянович Владимир Александрович    | 25.01.1945 №184393        | 27.04.1945 №26041         | 27.02.1945 №2919          | Инженерные войска    | 1 июля 1924 года — 5 мая 1996 года                           | д. Подкосовье Новогрудский район Гродненской области        | 10164                            |
| 53    |      | Пасиков Владимир Маркович             | 14.06.1944 №154867        | 29.09.1944 №6268          | 10.04.1945 №3728          | Пехота               | 10 августа 1922 года — 15 января 1984 года                   | д. Никольск Горецкий район Могилёвской области              | 10684                            |
| 54    |      | Перевозников Никита Иосифович         | 16.09.1944 №239860        | 13.01.1945 №7032          | 15.05.1946 №1725          | Пехота               | 14 (27) января 1908 года — 6 октября 1966 года               | д. Чечевичи Быховский район Могилёвской области             | 9093                             |
| 55    |      | Потапович Николай Иосифович           | 30.09.1944 №144071        | 4.03.1945 №16141          | 31.05.1945 №450           | Пехота               | 26 декабря 1922 года — 12 мая 1985 года                      | д. Старина Смолевичский район Минской области               | 10271                            |
| 56    |      | Роговский Михаил Константинович       | 23.01.1945 №261427        | 5.03.1945 №11830          | 31.05.1945 №1013          | Пехота               | 15 июня 1925 года — 5 декабря 1981 года                      | д. Нежаровка Любанский район Минской области                | 10278                            |
| 57    |      | Рубис Павел Иванович                  | 27.12.1943 №22078         | 12.11.1944 №1765          | 29.06.1945 №1586          | Пехота               | 7 февраля 1923 года — 10 апреля 1996 года                    | д. Микуленки Россонский район Витебской области             | 10692                            |
| 58    |      | Савутин Пётр Матвеевич                | 22.08.1944 н/д            | 21.02.1945 н/д            | 15.05.1946 №3741          | Пехота               | 25 апреля 1925 года — 24 июля 1995 года                      | д. Великое Село Лиозненский район Витебской области         | 10093                            |
| 59    |      | Сафонов Михаил Фролович               | 23.09.1944 №141837        | 17.02.1945 №7823          | 15.05.1946 №1497          | Пехота               | 10 января 1925 года — 17 июля 1996 года                      | д. Шестаки Горецкий район Могилёвской области               | 9020                             |
| 60    |      | Семёнов Алексей Фадеевич              | 5.07.1944 №73267          | 25.08.1944 №4061          | 24.03.1945 №506           | Инженерные войска    | 6 апреля 1921 года — 8 мая 1951 года                         | г. Бобруйск Могилёвской области                             | 10685                            |
| 61    |      | Сотников Сергей Трифонович            | 15.09.1944 №205436        | 29.03.1945 №15067         | 15.05.1946 №50            | Медицинская служба   | 18 ноября 1920 года — 31 июля 2000 года                      | д. Батунь Могилёвский район Могилёвской области             | 9019                             |
| 62    |      | Струк Михаил Семёнович                | 20.06.1944 №97640         | 12.10.1944 №7789          | 24.03.1945 №343           | Пехота               | 17 февраля 1922 года — 12 июля 1975 года                     | д. Запесочье Житковичский район Гомельской области          | 10160                            |
| 63    |      | Тимошенко Иван Архипович              | 6.11.1944 №228807         | 16.02.1945 №8968          | 29.06.1945 №1551          | Бронетанковые войска | 18 октября 1924 года — 12 февраля 1999 года                  | д. Новинки Калинковичский район Гомельской области          | 10161                            |
| 64    |      | Тиханович Михаил Григорьевич          | 4.07.1944 №436459         | 10.02.1945 №3066          | 13.03.1945 №2356          | Инженерные войска    | 15 сентября 1920 года — 7 сентября 2003 года                 | д. Дубовляны Минский район Минской области                  | 9308                             |
| 65    |      | Ткачёв Иван Леонтьевич                | 7.08.1944 №108462         | 21.09.1944 №5202          | 24.03.1945 №1789          | Пехота               | 22 июня 1920 года — 6 июня 1985 года                         | д. Лымзино Лиозненский район Витебской области              | 10280                            |
| 66    |      | Третьяков Яков Адамович               | 9.02.1944 №33007          | 4.03.1945 №9649           | 15.05.1946 №1439          | Артиллерия           | 10 (23) октября 1916 года — 4 декабря 1985 года              | д. Зябровка Гомельский район Гомельской области             | 9269                             |
| 67    |      | Филиппенко Алексей Афанасьевич        | 12.04.1944 №327763        | 28.08.1944 №1431          | 19.04.1945 №1379          | Пехота               | 27 апреля 1925 года — 21 августа 1957 года                   | д. Бабичи Чечерский район Гомельской области                | 10162                            |
| 68    |      | Ходанович Лев Сергеевич               | 19.08.1944 №106451        | 23.12.1944 №10725         | 29.06.1945 №1737          | Пехота               | 15 ноября 1923 года — 30 июля 2007 года                      | д. Струмень Кормянский район Гомельской области             | 8995                             |
| 69    |      | Шмея Иван Степанович                  | 15.11.1944 №299955        | 6.03.1945 № 14204         | 29.06.1945 №341           | Пехота               | 29 июня 1922 года — 30 января 1998 года                      | г. Витебск                                                  | 10094                            |
| 70    |      | Юшковский Назар Логвинович            | 15.02.1945 №640149        | 27.04.1945 №46929         | 27.06.1945 №508           | Пехота               | 1926 год — 27 мая 1967 года                                  | д. Круча Круглянский район Могилёвской области              | 10686                            |
| 71    |      | Янченко Илья Платонович               | 23.04.1944 №41006         | 16.10.1944 №6082          | 27.06.1945 №136           | Пехота               | 14 (27) июля 1913 года — 10 декабря 1999 года                | д. Колмаково Городокский район Витебской области            | 10097                            |